# Clifton (Ontario)
Clifton [ˈklɪftən] war ein Ort in der kanadischen Provinz Ontario, die ihren Namen 1881 offiziell in Niagara Falls änderte. Die Ortschaft befand sich direkt auf der kanadischen Seite der Niagarafälle.

## Geschichte

Die Niagarafälle vom „Clifton Hotel“ aus gesehen

Die Anfänge der Ortschaft Clifton gehen bis zum Jahr 1782 zurück. In diesem Jahr erwarb der aus amerikanischem Territorium geflohene britische Siedler Phillip Bender mit seiner Familie als Loyalist das Gebiet, auf dem später die Ortschaft Clifton entstand. Ab 1812 begannen die Niagarafälle sich zur Touristenattraktion zu entwickeln. In den 1820er Jahren hatte der Ort bereits drei Hotels.

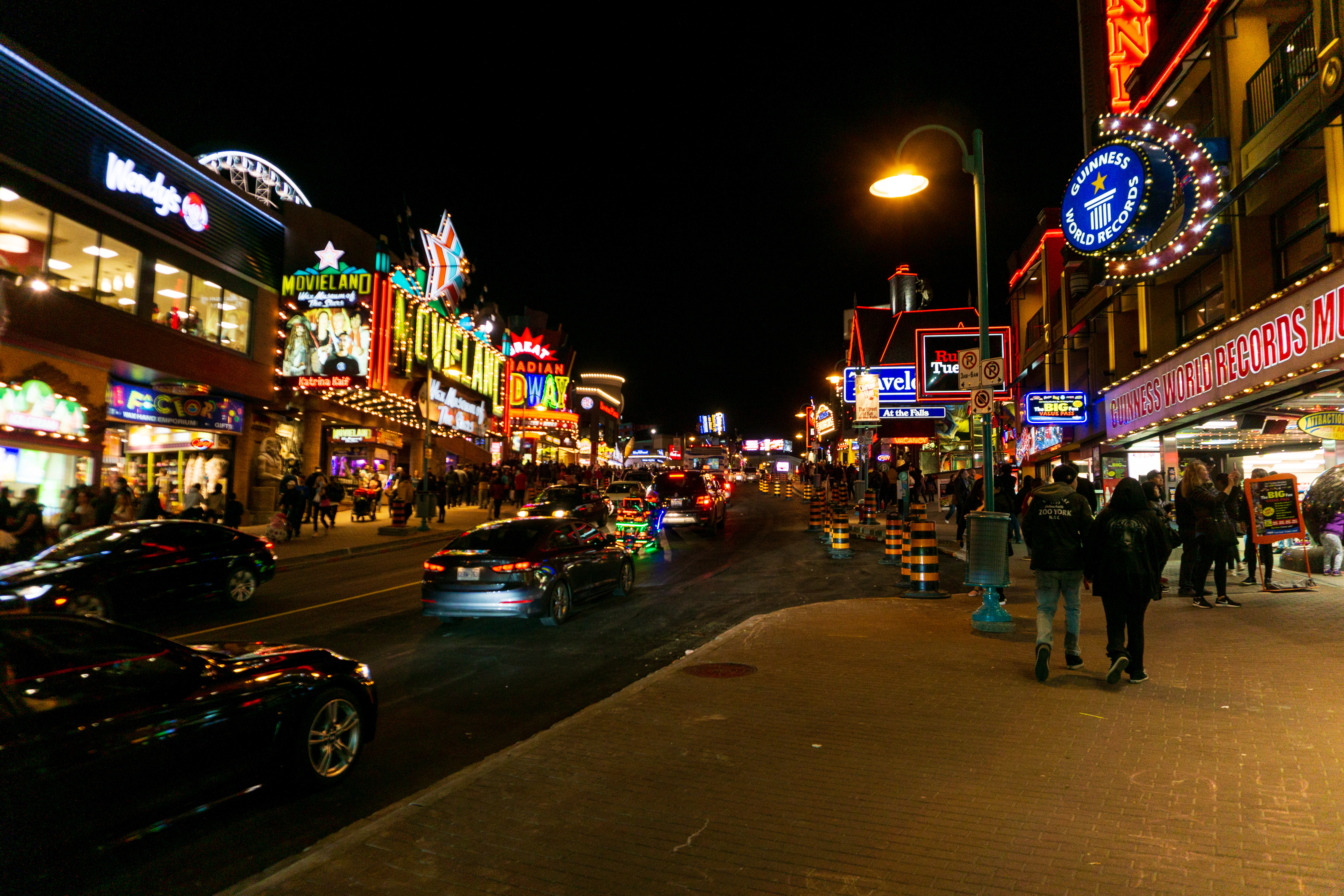
Die heutige Vergnügungsmeile Clifton Hill bei Nacht

Im Jahr 1832 übernahm ein Offizier der Britischen Armee, Captain Ogden Creighton, das Gebiet. Creighton ließ Straßen, eine Kirche und Häuser errichten und benannte diese erste Ansiedlung nach dem Ort Clifton in seiner britischen Heimat. An der zur Fähre über den Niagara River führenden Straße, der Ferry Road, erbaute Creighton auf einer kleinen Erhebung mit Aussicht auf die Wasserfälle sein Wohnhaus. Der Ort Clifton entstand im Bereich um die Ferry Road, die nun den Namen Clifton Hill erhielt. Bis heute ist Clifton Hill eine bedeutende Vergnügungsmeile im Zentrum von Niagara Falls. Nachdem Creighton bei den Rebellionen von 1837 ums Leben gekommen war, verkaufte seine Witwe das Land an den Investoren Samuel Zimmerman, der sich 1842 in Niagara Falls niederließ.
Zimmerman sorgte dafür, dass der Ort eine eigene Eisenbahnanbindung nach Hamilton erhielt und wurde innerhalb der nächsten 15 Jahre zu einem der reichsten Geschäftsmänner im damaligen Oberkanada. Nach der Eingemeindung des Ortes Elgin, erhielt Clifton ab 1856 ein eigenes Postamt. Im Jahr 1881 erhielten die Bürger von Clifton die Genehmigung den Namen des Ortes in „Niagara Falls“ zu ändern. Die Kleinstadt hatte damals 2.623 Einwohner.